# Casa Garriga Nogués
|  | No s'ha de confondre amb Casa Garriga Nogués (Sitges). |

La casa Garriga Nogués és un edifici situat al carrer de la Diputació, 250 de Barcelona, catalogat com a bé cultural d'interès nacional. Actualment allotja el Museu de l'Art Prohibit.

## Història
Fou encarregat el 1904 pel banquer Rupert Garriga-Nogués i Miranda (Saragossa, 1854-Barcelona, 1928) a l'arquitecte Enric Sagnier i Villavecchia (1858-1931), un dels que més treballà per a l'alta burgesia barcelonina, amb els gustos més tradicionals de la qual tractà de conciliar el modernisme, corrent del qual va participar en part. La família Garriga-Nogués n'ocupà el pis principal fins a l'esclat de la Guerra Civil.
Acabat el conflicte, va ser ocupat pel col·legi religiós dels Sagrats Cors de Jesús i Maria, i entre el 1983 i 2004, va ser la seu del Grup Enciclopèdia Catalana, que en feu una primera rehabilitació el 1987 per Jordi Bonet i Armengol. Entre els anys 2007 i 2008, l'arquitecte Jordi Garcés va fer una nova reforma per a transformar l'edifici en un hotel, així com els baixos i la planta noble en el Museu Fundació Francisco Godia.
La tardor del 2015, la casa va passar a ser la seu de Barcelona de la Fundación Mapfre, on s'hi acollien exposicions temporals de pintura i fotografia (Auguste Renoir, impressionisme, Bruce Davidson, Duane Michals, Brassaï, Shomei Tomatsu, etc.), fins al seu tancament el 2020. El 2023 s'hi instal·là el Museu de l'Art Prohibit sota el mecenatge de Tatxo Benet.

## Descripció
Es tracta d'un edifici d'habitatges de renda que respon a la tipologia de casa entre mitgeres de l'Eixample de Barcelona, per bé que el seu mur lateral esquerre forma la façana d'un pati obert al carrer. Originàriament, la planta baixa estava dedicada a locals comercials i porta d'entrada, el pis principal era del propietari, amb accés exclusiu des d'una escala monumental, i la resta de pisos per lloguer, amb una escala de veïns independent. Consta de planta baixa i quatre pisos, amb cinc balcons a cada pis. A l'angle esquerre de la façana s'alça una torre de cinc pisos, amb dues tribunes i una cúpula.
En la decoració es combinen elements de caràcter classicista amb altres de modernistes, com en el cas de les dues tribunes. A la façana, el tractament de cada una de les plantes és diferent. La planta baixa és centrada pel portal, amb una finestra doble a cada costat. La planta principal és presidida per una balconada de tres portes, emmarcades per columnes derivades de l'estil jònic, mentre que les dues obertures dels extrems repeteixen el model de la quarta planta de la torre, amb decoració modernista. Les plantes segona i tercera són més simples, amb petits relleus de tema floral com a decoració de les obertures i balcons amb balustres estilitzats, de ferro. La mateixa estructura de barana uneix els cinc balcons de l'última planta, que, juntament amb el coronament de l'edifici, és el sector més pròpiament modernista.
A la planta baixa, destaquen quatre grans mènsules esculturades, obra de l'escultor modernista Eusebi Arnau. Són quatre figures femenines que representen les edats de la vida i que en forma de cariàtides suporten la balconada del primer pis.
El vestíbul d'accés s'organitza entorn de quatre columnes amb el capitell pseudocompost, que suporten un sostre pla amb decoració de grutescs. Al fons i a l'esquerra hi ha l'escala que porta a la primera planta, independent de la dels altres pisos, amb una balustrada i decoració de fullatge, modernista. La resta d'elements d'aquest sector, cobert amb claraboia de vidres policromats, són de regust classicitzant. Envoltant el pati central on s'ubica l'escala d'honor, hi ha diverses estances, de les que destaquen la sala del billar amb un vitrall paisatgístic, obra de l'establiment d'Antoni Rigalt; el saló principal sobre la porta principal amb decoració rococó amb pintures de temes bucòlics pràcticament desaparegudes i, el gran saló-menjador, amb una decoració neoclàssica i uns destacats frisos d'estuc amb decoració floral.

## Galeria d'imatges

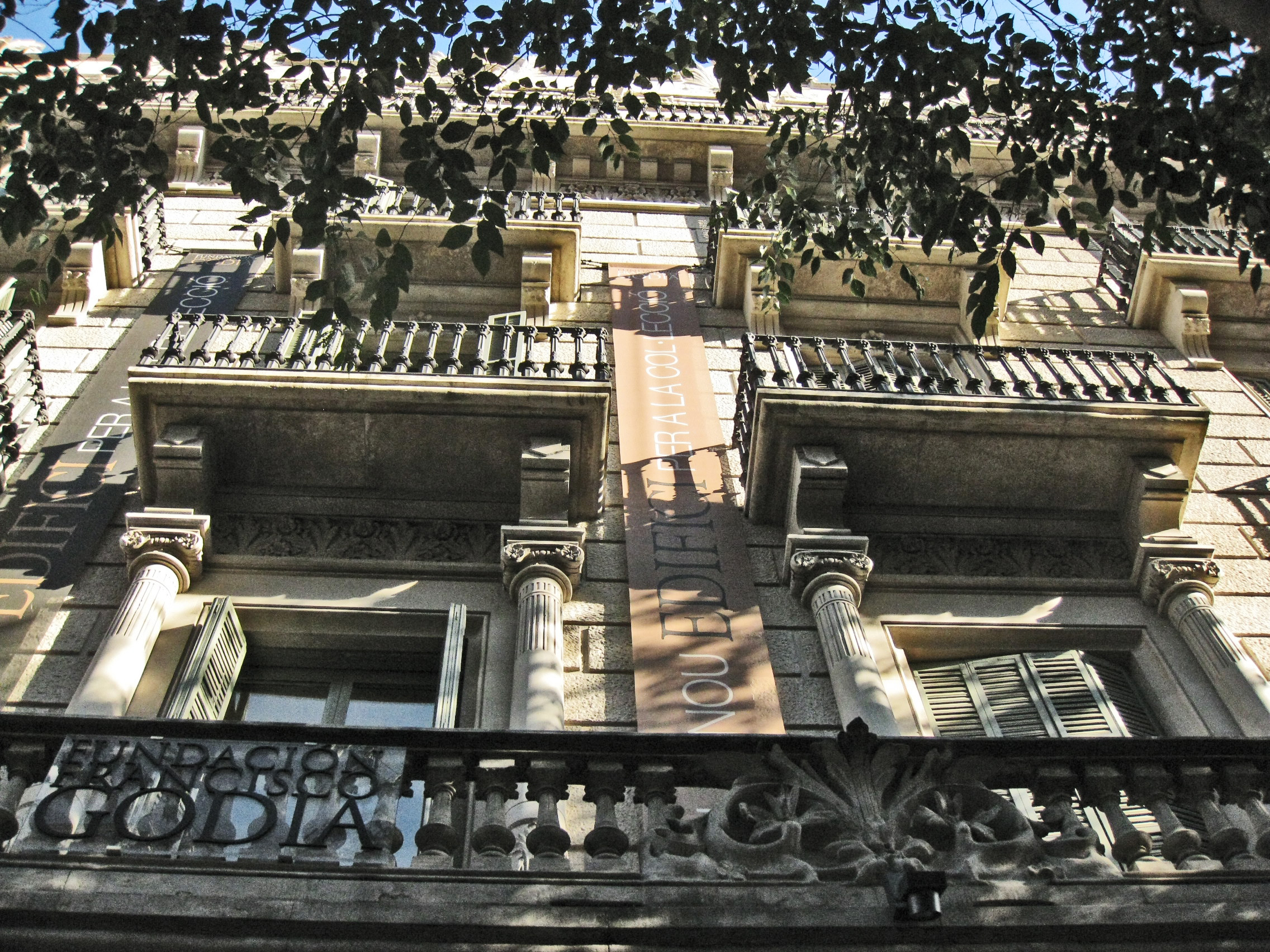
Detall de la façana
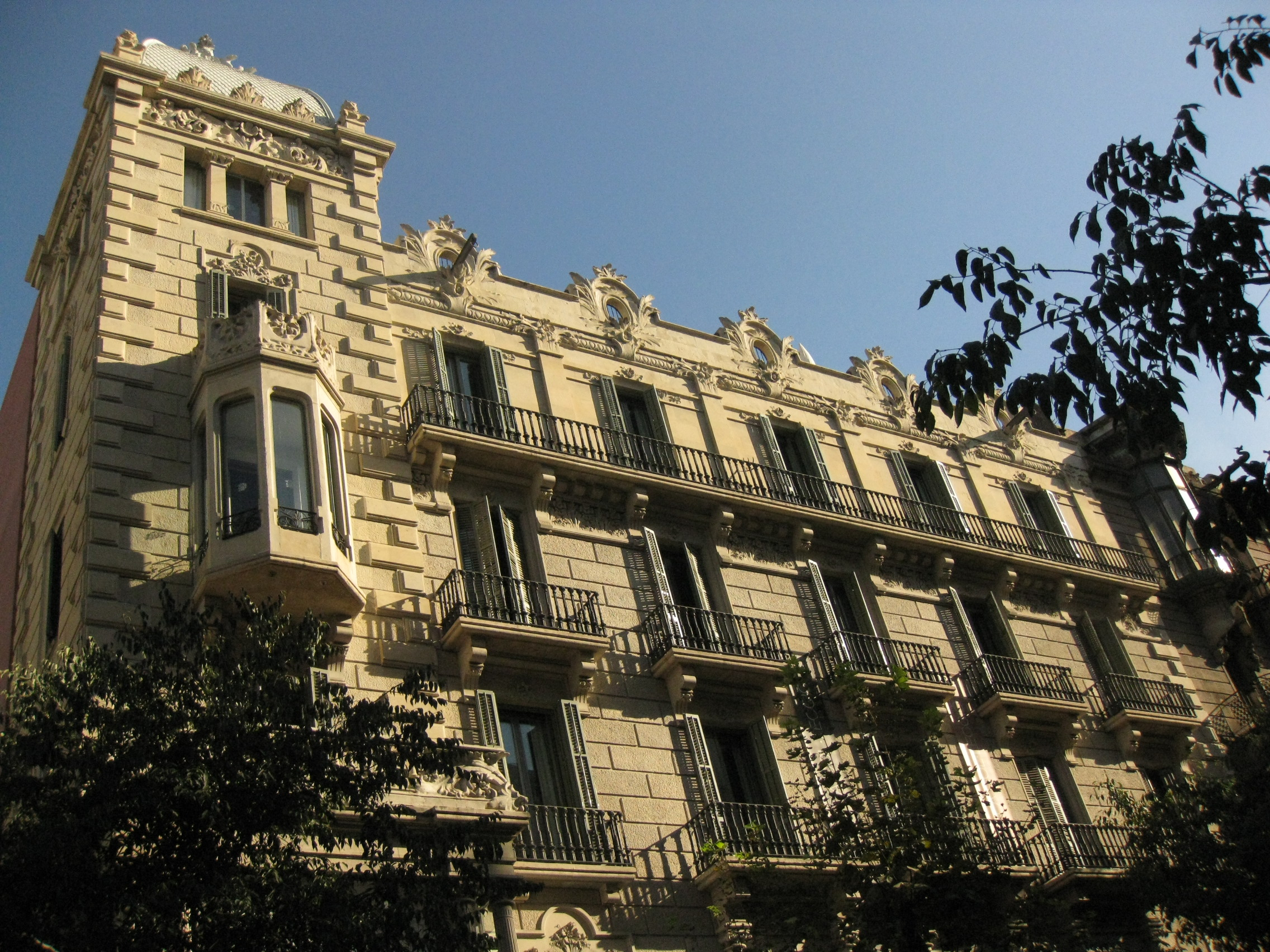
La façana amb la torre cantonera
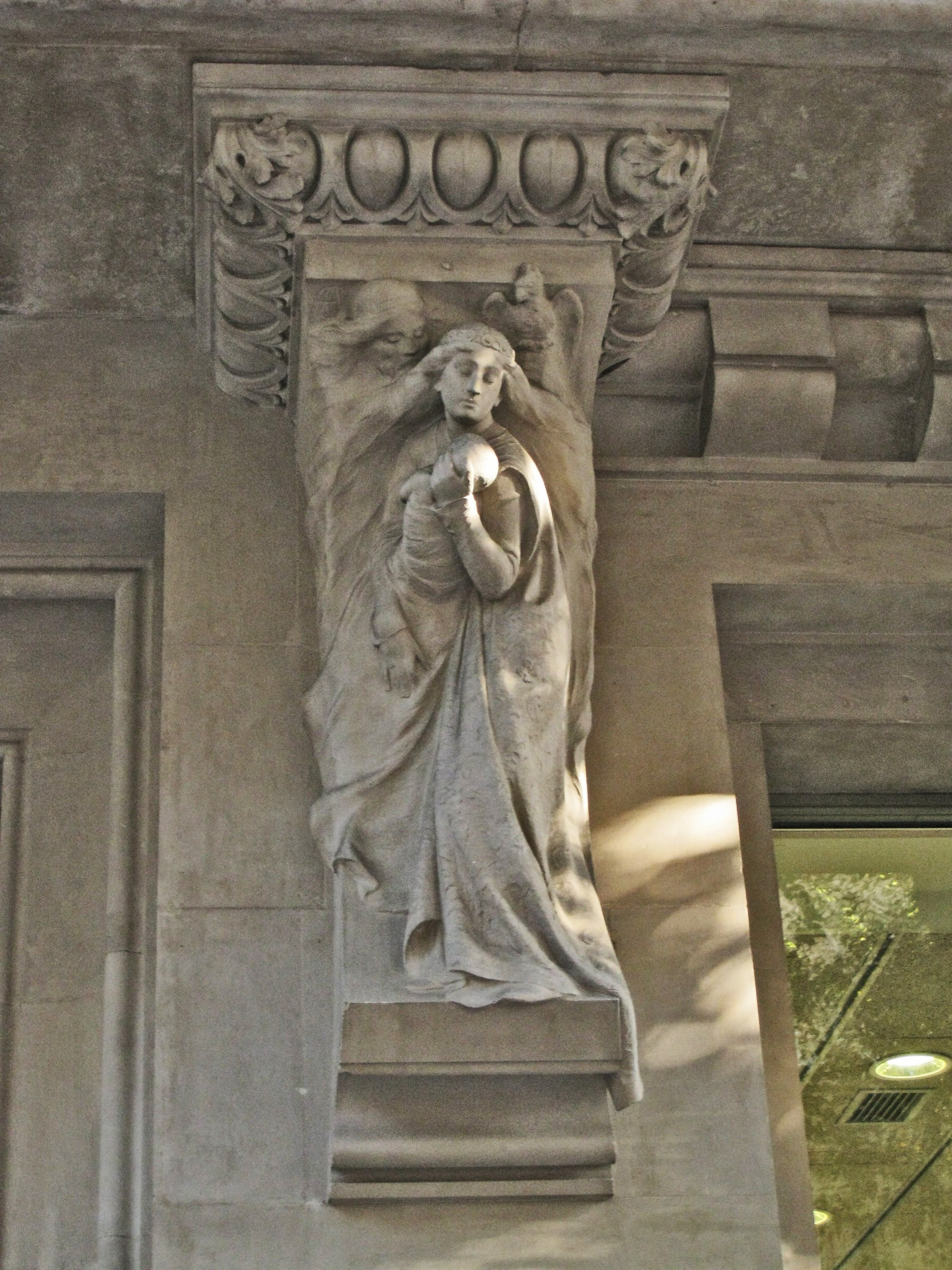
Escultura d'Eusebi Arnau, les edats de la vida
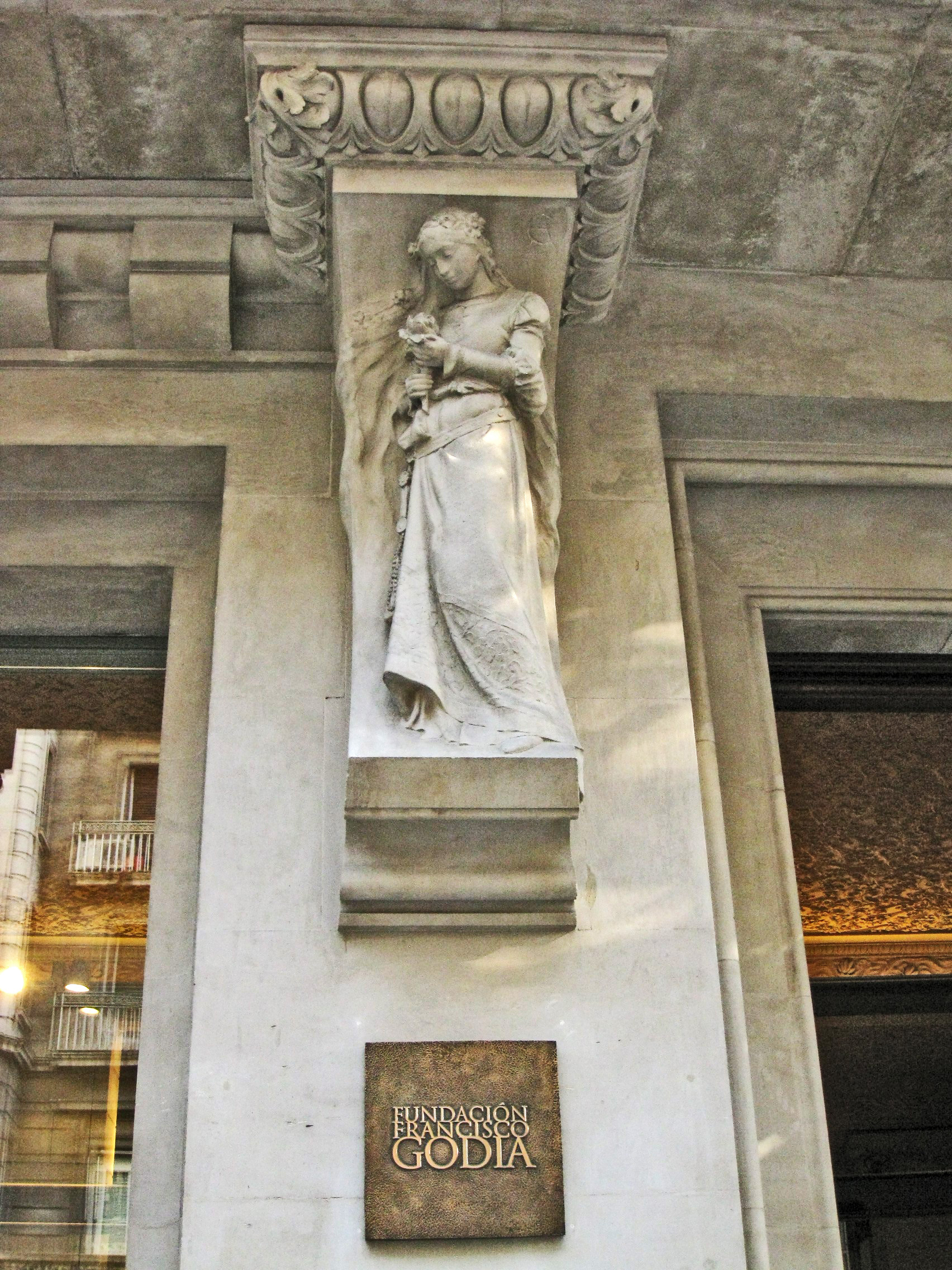
Escultura d'Eusebi Arnau, les edats de la vida
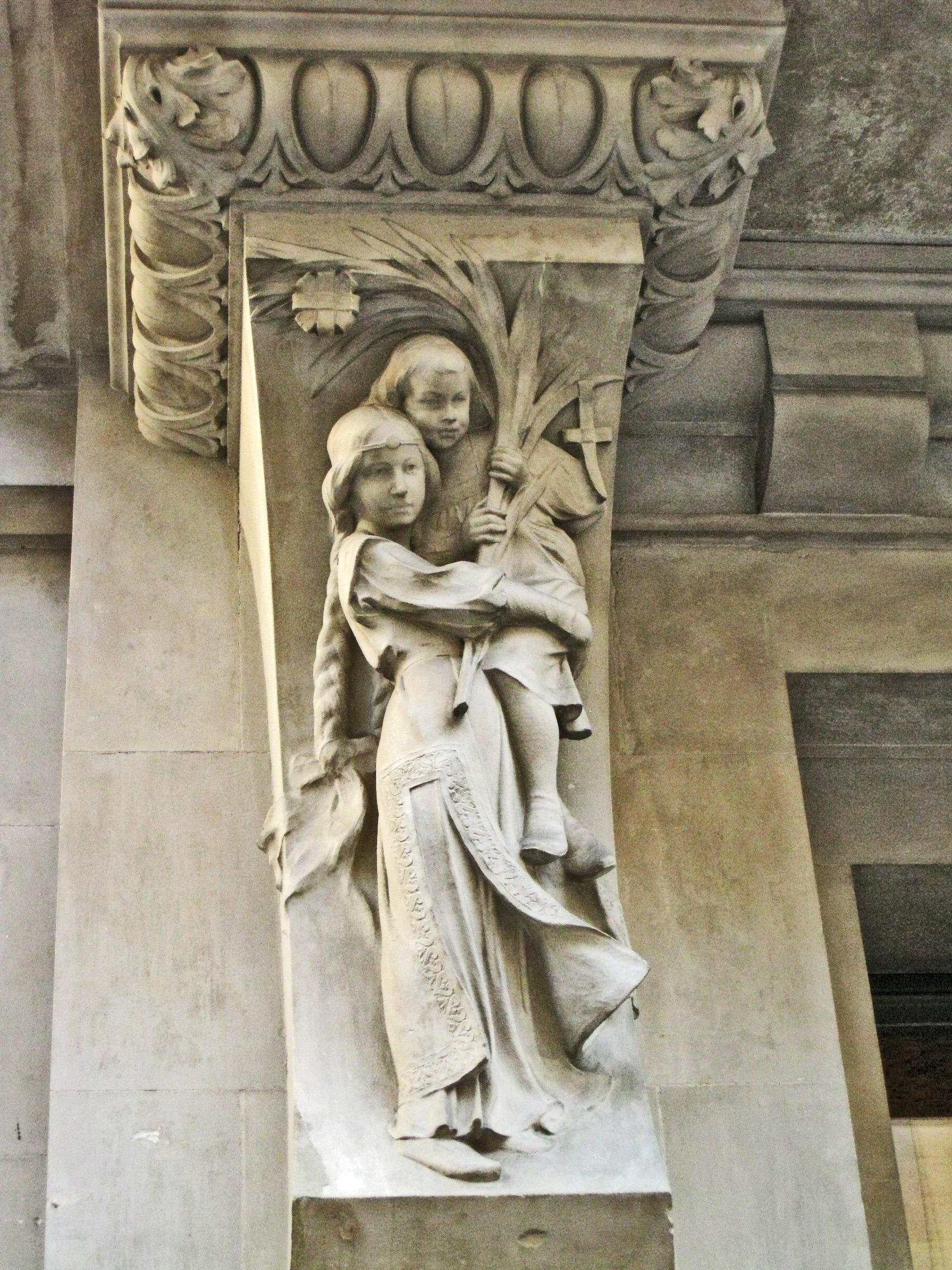
Escultura d'Eusebi Arnau, les edats de la vida
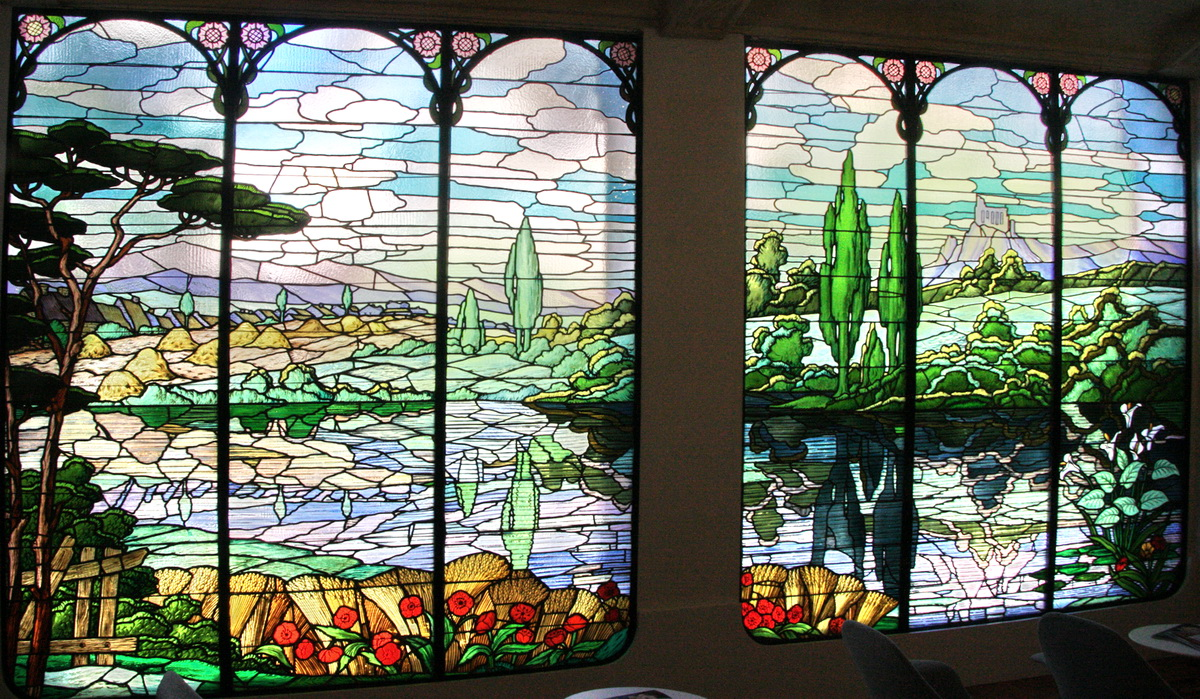
Vitrall d'Antoni Rigalt a la sala annexa del pis principal
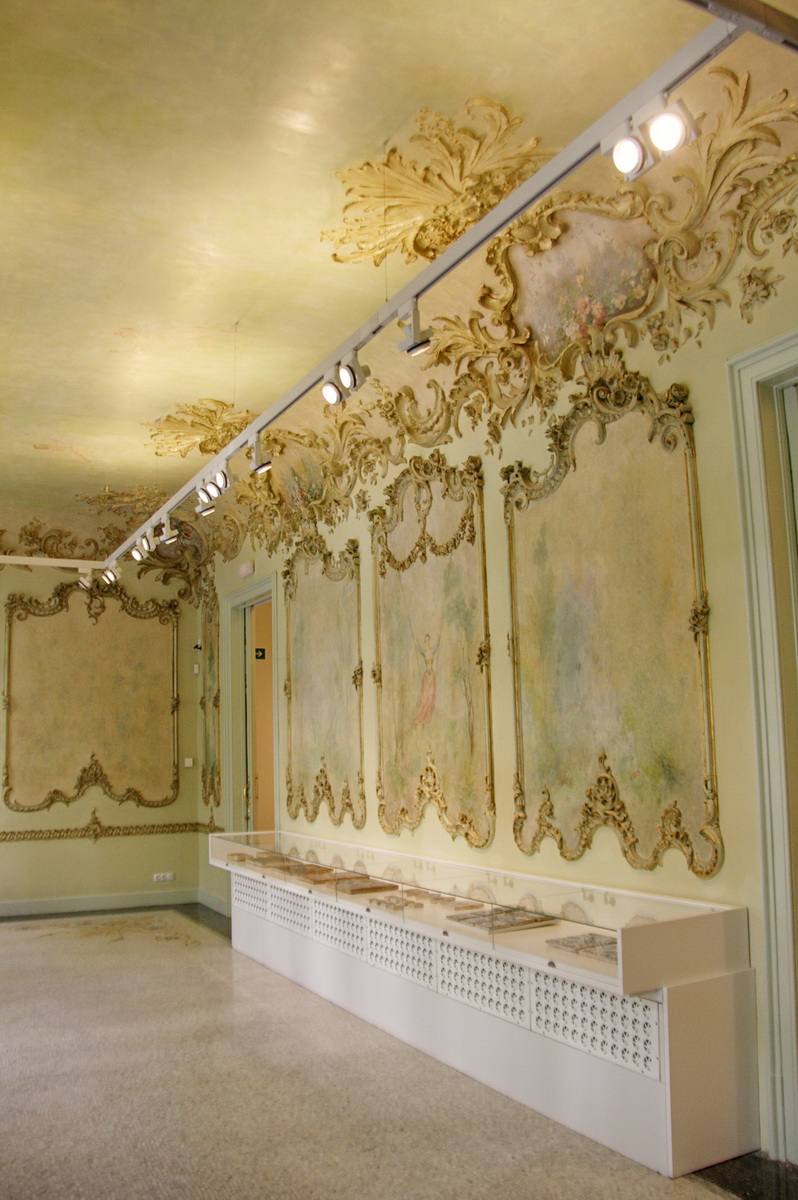
Saló principal decorat amb regust rococó i pintures de temes bucòlics